# Lisette Lombé
Pour les articles homonymes, voir Lombe.
Lisette Lombe, dite Lisette Lombé, est une slameuse, poète, écrivaine et artiste pluridisciplinaire belge née en 1978 à Namur en Belgique. Elle anime des ateliers d'écriture et de slam.

## Carrière
Née en 1978 à Namur d'une mère belge et d'un père congolais, Lisette Lombé est romaniste, diplômée auprès de l’Université de Liège. Elle a travaillé durant une dizaine d’années en tant qu’enseignante, avant de se consacrer à des projets artistiques.
Elle est membre fondatrice du collectif L-SLAM, un collectif de poétesses, multiculturel et intergénérationnel qui organise des ateliers et des podiums de slam, selon le principe du marrainage : des artistes confirmées accompagnent d’autres femmes dans l’écriture de textes et soutiennent ces dernières pour leur première montée sur scène. En 2019, elle publie avec sa sœur, Julie Lombé, un recueil de textes issus des ateliers du collectif L-SLAM, intitulé On ne s’excuse de rien.
Elle conduit des ateliers de slam, essentiellement à destination des femmes, en Belgique mais aussi à l'étranger (Irak, Sénégal, Canada, Mauritanie) pour des écoles et des associations qui font du travail social. Militante féministe et afroféministe, sa vocation reste l'émancipation des femmes : « Femmes racisées, invisibilisées dans l'espace public, patientes en santé mentale, femmes victimes de violences ou apprenantes en français ». Ses ateliers ont pour objectif de faire entendre la voix des femmes, de les aider à mettre en mots leurs émotions et leurs combats.
Lisette Lombé construit sa démarche et son engagement politique et artistique avec de nombreux échanges et coopérations, avec d'autres artistes, ou dans des colloques tel que celui conduit en 2017 à Bruxelles sous le titre Luttes Afro-Descendantes : Féminisme, Lgbtqi+ et Antiracisme, rassemblant des artistes telles que Amandine Gay, Kis' Keya, ou Joelle Sambi avec qui elle a un lien particulièrement fort.
Lisette Lombé a une activité littéraire fournie avec des publications régulières depuis la parution de son premier livre en 2017. Elle a notamment publié : La Magie du burn-out (2017), Black Words (2018), Tenir (2019), Venus Poetica (2020), Brûler, brûler, brûler (2020) et Eunice (2023). Son texte intitulé Bleu Marine est publié dans l'ouvrage Slam. Poésies et voix de Liège de Simon Raket sur l'histoire du slam à Liège. En 2022 elle co-dirige le Recueil Histoires de Femmes, écrits de prison, en partenariat avec l'association Lire pour s'en sortir, publié aux Editions Laffont, ouvrage qui participe à l'ancrage social et politique de sa démarche artistique.

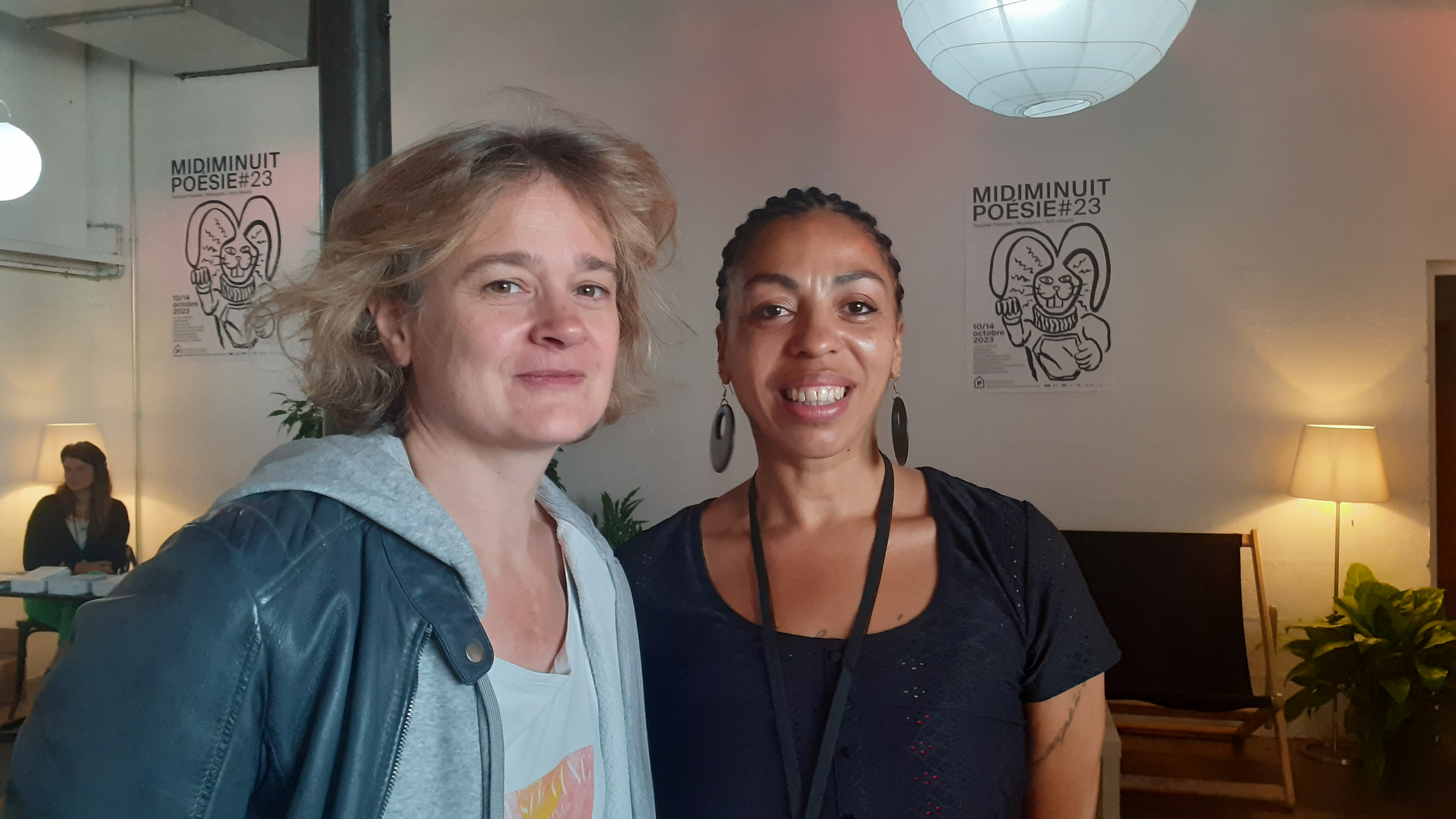
Cloé du Trèfle et Lisette Lombé à Nantes, invitées du Festival MidiMinuitPoésie#23

En coopération avec Cloé du Trèfle, elle crée en 2023 une performance slam musicale sous le titre Brûler Danser. Composition dansée autant que performée par les deux artistes, Brûler Danser, par le biais d'un personnage féminin nommé Remontada, aborde le thème de la révolte contre la société patriarcale et la lente reconstruction de soi, jusqu'à l'irréductible expression de la liberté du corps. Remontada est libre de vivre comme elle le souhaite, de ressentir, de désirer et de prendre du plaisir.

## Récompenses
Elle a obtenu, en 2015, une seconde place au prix Paroles urbaines, en catégorie slam.
En 2017, la ville de Liège lui a décerné le titre de Citoyenne d'honneur pour l’ensemble de son travail. Cette année-là, elle remporte la troisième place au Grand Poetry Slam National français (2017).
En 2019, elle est listée parmi les 50 femmes de l'année par les Grenades, le média de la RTBF qui décortique l'actualité d'un point de vue féministe.
En 2021, elle remporte le prix Grenades, prix littéraire réservé aux écrivaines, pour son recueil poétique "Brûler, brûler, brûler" paru en 2020 dans la collection Iconopop aux éditions L'Iconoclaste.
Lisette Lombé reçoit le titre de Poète national de Belgique pour 2024 et 2025.

## Publications

### Poésie et romans
- La magie du burn-out : un récit autobiographique émouvant, Bastogne, Image Publique, 2017, 54 p. (ISBN 978-2-39003-020-1)
  - La magie du burn-out (préf. Sylvia Minne), Le Castor Astral, coll. « Poche / Poésie », 2025, 160 p., poche (ISBN 979-10-278-0815-1)
- Black words, Amay, l'Arbre à paroles, coll. « iF », 2018, 47 p. (ISBN 978-2-87406-656-6)
- Tenir, Bruxelles, maelstrÖm reEvolution, coll. « Bootleg », 2019, 32 p. (ISBN 978-2-87505-355-8)
- Venus Poetica, Amay, l'Arbre à Paroles, coll. « iF », 2020, 61 p. (ISBN 978-2-87406-693-1)
- Brûler, brûler, brûler, Paris, L'Iconoclaste, coll. « L'Iconopop », 2020, 80 p. (ISBN 978-2-37880-167-0)
- Eunice, Paris, Seuil, 2023, 190 p. (ISBN 978-2-02-153494-8)
  - Eunice, Points, 2025, 216 p., poche (ISBN 979-10-414-1567-0)
- Toujours je te taquinerai, Aux cailloux des Chemins, coll. « Feuillets de nuits », 2024, 8 p.[27]
- La Poésie sociale, un sport comme les autres, Midis poésie éditions, coll. « Essai », 2024, 98 p. (ISBN 978-2-931054-14-7)

### Littérature jeunesse
- Lisette Lombé et Claire Courtois, Enfants poètes, Robert Laffont, 2023, 56 p. (ISBN 978-2-221264-42-3)
- Lisette Lombé et 10eme ARTE (Almudena Pano + Elisa Sartori), À hauteur d'enfant, Bruxelles, CotCotCot éditions, coll. « Les Carnets », 2023, 44 p. (ISBN 978-2-930941-49-3)
- Petit cœur serré, Centre de Créations pour l'Enfance, coll. « Petit VA ! », 2024, 20 p. (ISBN 979-10-93367-45-3)

### Ouvrages collectifs
- Collectif L-SLAM (préf. Lisette Lombé), On ne s'excuse de rien !, Bruxelles, maelstrÖm reEvolution, 2019, 173 p. (ISBN 978-2-87505-340-4), « Feuille blanche », p. 7-10,172-173
- Aurélie Olivier (dir. et préf.), Lettres aux jeunes poétesses, L'Arche, coll. « Des écrits pour la parole », 2021, 144 p. (ISBN 978-2-38198-021-8), p. 89-94
- Lisette Lombé (dir.), Elvira Masson (dir.), Fabrice Rose (dir.) et Delphine de Vigan (dir.), Histoires de femmes : Écrits de prison, Robert Laffont, coll. « La Bête noire », 2022, 221 p. (ISBN 978-2-221-25963-4), « Écouter et graver en lettres de feu », p. 135-139
- Benoît Heimermann (dir. et préf.), Je me souviens... de la foulée de Pérec : (et autres madeleines sportives), Seuil, 2024, 224 p. (ISBN 978-2-02-153480-1), « Barcelona, Barcelona », p. 116-121
- Poésie du Louvre : Anthologie écrite par 100 auteurs contemporains (préf. Laurence des Cars), Seghers, 2024, 224 p. (ISBN 978-2-232-14737-1), p. 119
- Collectif L-SLAM (préf. Lisette Lombé), On ne s'excuse de rien ! Vol.2, Bruxelles, maelstrÖm reEvolution, 2024, 296 p. (ISBN 978-2-87505-493-7), « Nous avons passé l'âge », p. 7-10,108-190
- L'Avant-scène (dir.) (préf. Colombe Schneck), Désir : Neufs pièces courtes, L'Avant-Scène théâtre, 2025, 80 p. (ISBN 978-2-7498-1673-9), « Et la joie », p. 57-69Pièce écrite dans le cadre du festival Paris des Femmes
- Jean-Yves Reuzeau (dir. et préf.), Esprit de résistance : L'Année poétique : 118 poètes d'aujourd'hui, Seghers, 2025, 400 p. (ISBN 978-2-232-14809-5), « Amours, féminin pluriel », p. 221-223

## Discographie
- 2023 : Brûler Danser (avec Cloé du Trèfle)[28]

## Liste de références
1. ↑  Lisette Lombé, « 2024, ANNÉE DE LA TRANSMISSION ET DES PETITES ATTENTIONS » (consulté le 8 mars 2025) : « L'accent sur le "e"? Ajouté à 12 ans pour que les profs cessent d'écorcher mon nom. ».
2. 1 2 3  Marie-Anaïs Simon, « Lisette Lombé, la puissance du slam », sur Femmes Plurielles, 6 juin 2018 (consulté le 7 mars 2020)
3. ↑  Wendy Delorme, « Lisette Lombé et Joëlle Sambi, fers de lance et sœurs de lettres », Libération,‎ 21 avril 2023 (lire en ligne)
4. ↑  « Lisette Lombé: "Notre corps est notre outil de militance" », sur RTBF Info, 17 juillet 2019 (consulté le 13 mars 2020)
5. ↑  « On ne s’excuse de rien ! » (consulté le 5 mars 2020)
6. 1 2 3  Ysaline Parisis, « La vie, la poésie », Le Vif l'Express,‎ 13 juin 2019, p. 82-83 (ISSN 0774-2711)
7. ↑  Flora Eveno, « Luttes Afro-descendantes : Féminisme, Lgbtqi+ et antiracisme », sur RTBF.be, 30 novembre 2017
8. ↑  « Kis’ Keya : « Il y a beaucoup d’endroits où je suis la seule personne noire » », Festival à Films Ouverts,‎ 2023 (lire en ligne)
9. ↑  Charline Cauchie, « Joëlle Sambi, autrice: "Il faut arrêter avec la posture United Colors of Benetton" », L'Echo,‎ 8 octobre 2021 (lire en ligne)
10. ↑  Wendy Delorme, « Lisette Lombé et Joëlle Sambi, fers de lance et sœurs de lettres », Libération,‎ 21 avril 2023 (lire en ligne)
11. ↑  « Burn-Out : Lisette Lombé, La Magie du Burn-Out | Image Publique Editions », sur Image publique Éditions (consulté le 6 mars 2020)
12. ↑  « Maison de la Poésie d'Amay - Black words - Lisette Lombé », sur maisondelapoesie.com (consulté le 6 mars 2020)
13. ↑  Gwenaëlle Di Piazza, « L'impudique pour culbuter la norme », sur Quatre mille (consulté le 7 mars 2020)
14. ↑  « Lisette Lombé, poésie et luttes », sur BPI - Bibliothèque Publique d'Information du Centre Pompidou, Paris, 5 juillet 2021
15. ↑  Pauline Le Gall, « Lisette Lombé : “Ce qui m’intéresse, c’est la question d’être au monde” », Les Inrockuptibles,‎ 7 septembre 2023 (lire en ligne)
16. ↑  Simon Raket, Slam. Poésies et voix de Liège, Liège, Les éditions de la Province de Liège. La Zone asbl, 2017, 95 p. (ISBN 978-2-39010-063-8), p. 74-75
17. ↑  Caroline Broué, « Lisette Lombé, sur la rive de la poésie sociale », Radio France - France Culture,‎ 7 mai 2022 (lire en ligne)
18. ↑  « Brûler-Danser Lisette Lombé, Cloé du Trèfle », sur Théatre de Liège, 15 mars 2023
19. ↑  « Lisette Lombé & Cloé du Trèfle - Brûler-Danser », sur Modal-structure pour artistes, 2023
20. ↑  « Brûler Danser - Festival actoral 2023 », sur Mucem, Marseille, 2023
21. 1 2  « Liège Lettres » (consulté le 5 mars 2020)
22. ↑  « Les citoyens d'honneur 2017 », sur Ville de Liège (consulté le 5 mars 2020)
23. ↑  « Grand Poetry Slam | La Coupe du Monde de Poésie et le Slam National » (consulté le 6 mars 2020)
24. ↑  « Les Grenades ont choisi les 50 femmes de l'année 2019 », sur RTBF Info, 21 décembre 2019 (consulté le 13 mars 2020)
25. ↑  « Lisette Lombé et Nathalie Skowronek sont les lauréates du Prix Grenades », sur RTBF Info, 6 janvier 2021 (consulté le 30 août 2021)
26. ↑  Belga, « Lisette Lombé sera la nouvelle poétesse nationale dès 2024 », RTBF,‎ 28 mars 2023 (lire en ligne)
27. ↑  « Collections », sur aux-cailloux-des-chemins.fr (consulté le 3 mars 2025).
28. ↑  Thierry Coljon, « Danser avec Cloé du Trèfle et brûler avec Lisette Lombé », Le Soir,‎ 4 octobre 2023 (lire en ligne)